# Anosia subnigra
Anosia subnigra är en fjärilsart som beskrevs av James John Joicey och Talbot 1922. Anosia subnigra ingår i släktet Anosia och familjen praktfjärilar. Inga underarter finns listade i Catalogue of Life.